# Phaeotremellaceae
Phaeotremellaceae är en familj av basidiesvampar som ingår i ordningen gelésvampar, Tremellales. Familjen upprättades 2016 av Andrey M. Yurkov och Teun Boekhout, till följd av en revision av klassen Tremellomycetes gjord efter molekylärfylogenetiska analyser.
Familjen innefattar släktena Phaeotremella och Gelidatrema. Det senare beskrivet 2016 för att omsluta arten Gelidatrema spencermartinsiae (tidigare förd till Cryptococcus), men fler potentiella arter finns.
Fruktkropparna är, i de fall sådana förekommer, bladlika med tuvade flikar, bruna och mörknar vid torkning. Hyferna har söljor. Basidierna är runda till ellipsoidiska, fyrcelliga, septerade.